# أثينة عنقودية
الأثينة العنقودية أو عيفجان (باللاتينية: Dysphania botrys) نبات حولي عطري من الفصيلة القطيفية، مزغب بالكامل. النبات شائع في بلاد الشام.

## التسمية
botrys من اليونانية وهي تعني عنقود، وذلك نظراً لترتيب أزهاره.

## الوصف
ساقه طحلاء، قليلة الفروع. أوراقه السفلى بيضية أو مستطيلة، العليا منقوصة. ازهراره بسنمات إبطية. فروعه الزهرية وكؤوسه غدية، زغبة. كأسياته غير مزورقة. بذوره ملساء، أفقية شبه كروية. يعيش في الأراضي الرملية.
وهو شافي للجروح والصدر.